# Hanns Hörbiger

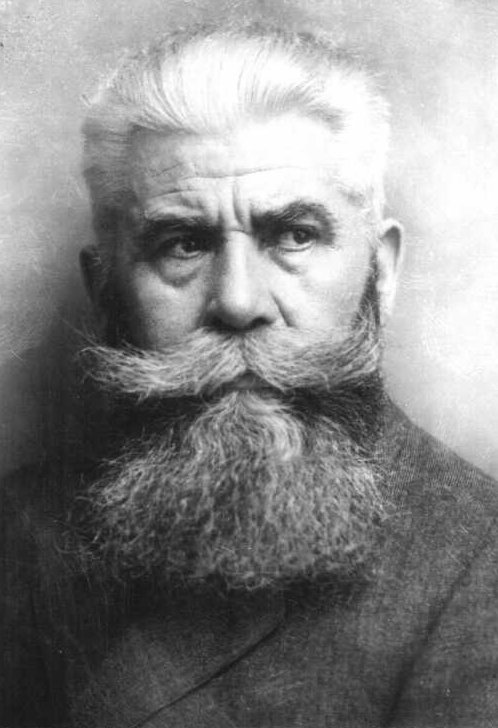
Hanns Hörbiger

Hanns Hörbiger (* 29. November 1860 als Johann Evangelist Hörbiger in Atzgersdorf (heute in Wien); † 11. Oktober 1931 in Mauer (heute in Wien)) war ein österreichischer Ingenieur und Vater der Schauspieler Attila und Paul Hörbiger.

## Leben
Hörbiger war ein unehelicher Sohn von Amalia Hörbiger, ihrerseits Tochter Alois Hörbigers. Seine Jugend verbrachte er mit seiner Mutter ab 1863 auf dem Hof seiner Urgroßeltern Ertl in Dellach (Kärnten). Er besuchte Schulen in Dellach, St. Daniel, Kötschach und Grafendorf und ab 1871 eine Realschule in Klagenfurt, bevor die Familie 1872 nach Werschetz ins damalige Südungarn übersiedelte und Hörbiger dort seine Realschulzeit fortsetzte und abschloss. Nach dem Abschluss ging er beim örtlichen Schmied und Mechaniker in die Lehre, da für den weiteren Schulbesuch die Mittel fehlten. In dieser Zeit erlernte er auch das Zitherspielen. Nach Abschluss der Lehre im Jahr 1878 zog Hörbiger nach Wien und absolvierte dort die Bau- und Maschinengewerbeschule in der Annengasse. Nach einer Anstellung als Zeichner in einem Betrieb für Präzisionsventilsteuerungen von Alfred Collmann 1881 und kurzem Militärdienst verdiente er zwischenzeitlich seinen Lebensunterhalt als wandernder Zitherspieler und arbeitete ab 1884 für die Brünner Maschinenfabriks-Gesellschaft. Am 9. Jänner 1887 heiratete er in Wien die aus Böhmen stammende Näherin Leopoldine Janák. Aus der Ehe gingen vier Söhne hervor, von denen Paul und Attila Hörbiger als Schauspieler bekannt wurden. Sein Sohn Alfred Hörbiger übernahm später die Geschäftsleitung seiner Firma.
Ab seiner Anstellung bei der Maschinenfabrik Lang in Budapest 1891 leistete Hörbiger Beachtliches auf dem Gebiet der Wärme- und Kältetechnik. Insbesondere sein 1896 ausgegebenes Patent des Stahlplattenventils, schon seinerzeit als Hörbiger-Ventil bekannt, brachte ihm beachtlichen Wohlstand. Es handelt sich um ein massearmes, durch Lenker reibungsfrei geführtes Plattenventil für Gebläse, Pumpen und Kompressoren (DE 87267 A, Anmeldedatum 7. August 1895, Publikationsdatum 8. Juli 1896). Da die Maschinenfabrik Lang seine Erfindung nicht unterstützte, gründete er 1900 mit Hilfe von Siemens & Halske in Budapest ein Konstruktionsbüro, das 1903 nach Wien übersiedelte und vor allem vom Lizenzverkauf ins Ausland lebte.
Nach 1918 fielen die Lizenzeingänge aus dem Ausland fast völlig aus, die Inflation in den 1920er Jahren vernichtete sein gesamtes Vermögen. Diese Krise konnte er bis zu seinem Tod 1931 durch die Gründung einer Handelsgesellschaft für die Kundenbetreuung unter schwierigen Bedingungen überwinden.
Die von ihm gegründete Firma Hoerbiger & Co entwickelte sich zur Hoerbiger Holding und ist heute Weltmarktführer im Bereich der Komponenten für Kompressoren.

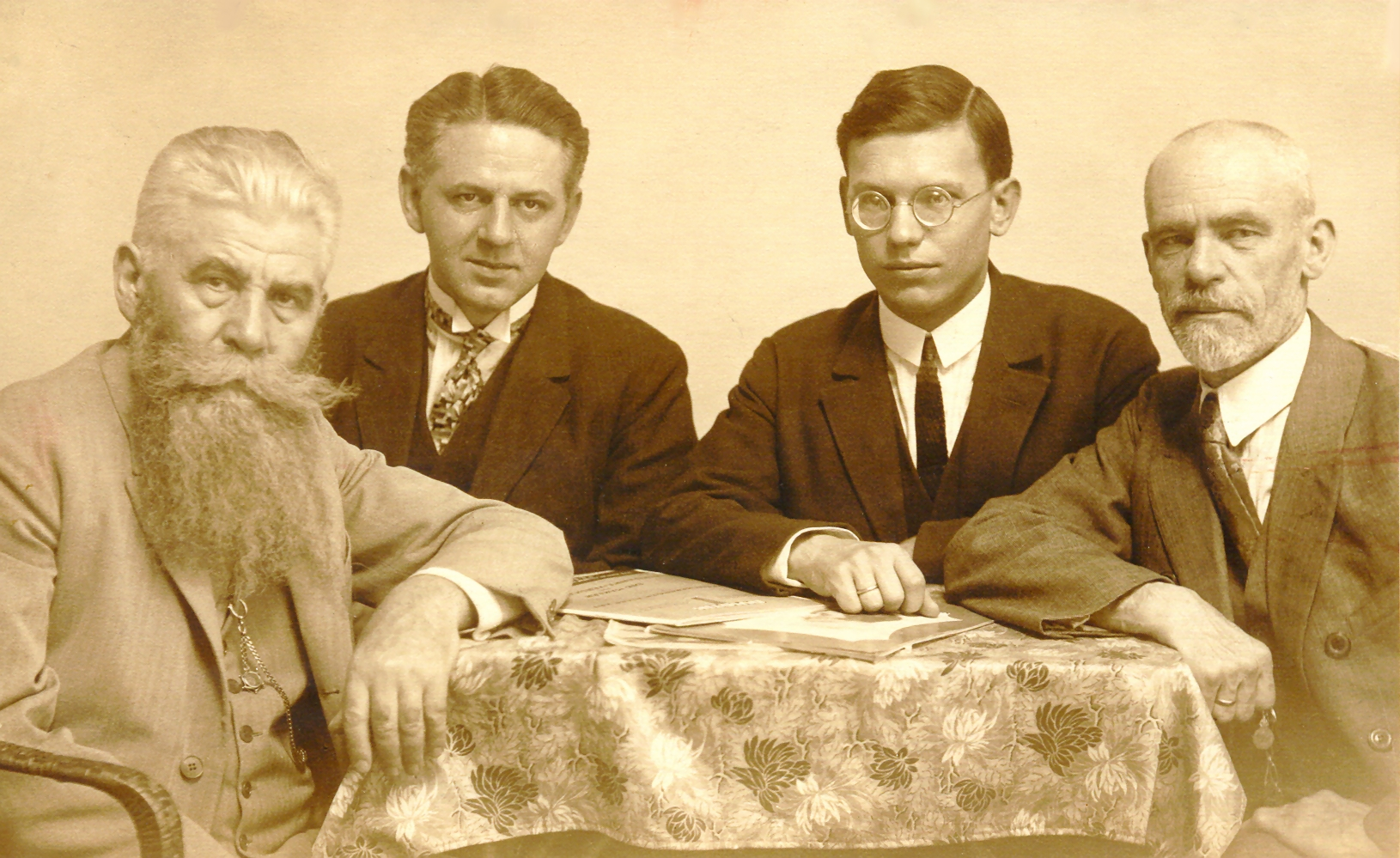
Hanns und Hans Robert Hörbiger sowie Engelbert Pigal mit dem Sprachgründer Edgar von Wahl (v. l. n. r) 1927

Hanns Hörbiger und sein Sohn Hans Robert (1885–1955) unterstützten die von Edgar von Wahl begründete Plansprache Occidental.
Hörbigers Grabstelle befindet sich am Friedhof Mauer in Wien. 1925 wurde die Johann-Hörbiger-Gasse in Wien-Mauer nach ihm benannt.

## Die Welteislehre
Hauptartikel: Welteislehre
In der breiten Bevölkerung wurde er durch seine 1912 zusammen mit dem Amateurastronomen Philipp Fauth veröffentlichte Welteislehre unter dem Titel Hörbigers Glacial-Kosmogonie bekannt, an der er seit 1894 gearbeitet hatte. Durch Verallgemeinerung seiner Erfahrungen aus der Wärmetechnik erklärte er astronomische Erscheinungen auf der Grundlage von Eis, setzte sich damit von der modernen Astronomie ab und gewann zahlreiche Anhänger insbesondere in den 1920er und 30er Jahren. So sollte die gesamte Milchstraße in Wirklichkeit aus Eisbrocken bestehen, die in die Sonne stürzen und Protuberanzen verursachen; Sternschnuppen aus Eis zerschmölzen bei Eintritt in die Erdatmosphäre und verursachten dadurch Regen und Hagel; selbst der Mond bestand nach seiner Ansicht aus Eis.
Zahlreiche pseudowissenschaftliche Vereine und Institute entstanden, und etliche Repräsentanten des Dritten Reiches förderten diese Weltentstehungslehre, allen voran Heinrich Himmler innerhalb seiner SS-Forschungsgemeinschaft Deutsches Ahnenerbe, in die Philipp Fauth 1938 nebst Verleihung eines Professorentitels übernommen wurde. In wissenschaftlichen Fachkreisen wurde die Welteislehre kaum beachtet und von Anfang an durch Beobachtungen widerlegt. Ein zunächst nach ihm benannter Mondkrater wurde 1948 von der IAU nach Henri-Alexandre Deslandres in Deslandres umbenannt.